# Facundo Hernán Quiroga
Facundo Hernán Quiroga (San Luis, 10 de enero de 1978) es un exfutbolista y director técnico argentino. Actualmente se desempeña en el club Newell's Old Boys como segundo entrenador.

## Trayectoria
Quiroga se mudó a una pensión en Rosario para poder iniciar su trayectoria en las inferiores de Newell´s Old Boys en 1995. Debutó jugando para Newell's Old Boys de la Primera División de Argentina en 1997, con tan solo 19 años. A los pocos partidos por destacarse, fue contratado por el club portugués Sporting de Portugal, donde jugó entre 1998 y 2004, ganando el título de la liga en el año 2002. Es aquí donde jugó con el joven debutante Cristiano Ronaldo, con quien tenía un vínculo estrecho. Cuenta la leyenda que Quiroga llevaba a Ronaldo a Alcochete, en donde entrenaban. Fue cedido a préstamo al Napoli Italiano durante la temporada 2000-01. 
En el 2004 firmó por el  Vfl Wolfsburg, equipo que en el también jugaban los argentinos Klimowicz, D'Alessandro, Menseguez y Ahumada. 
En julio de 2008, después de haber quedado libre del Wolsfburg de la Bundesliga de Alemania, el defensor firmó para River Plate de Argentina durante 3 temporadas, que no terminó de cumplir por quedar fuera de los planes de Ángel Cappa. A mediados de 2010 firmó a préstamo en Huracán. En el equipo desciende y con el pase en su poder firma para All Boys
Quiroga ha jugado en 16 oportunidades por la Selección de fútbol de Argentina y formó parte del seleccionado Juvenil, sub-20.

## Clubes
| Club                  | País      | Año       |
| --------------------- | --------- | --------- |
| Newell's Old Boys     | Argentina | 1997-1998 |
| Sporting de Portugal  | Portugal  | 1998-2004 |
| → SSC Napoli (cedido) | Italia    | 2000-2001 |
| VfL Wolfsburgo        | Alemania  | 2004-2008 |
| River Plate           | Argentina | 2008-2010 |
| Huracán               | Argentina | 2010-2011 |
| All Boys              | Argentina | 2011-2013 |